# أحمد بلقرشي
أحمد بلقرشي (1952 - 4 أغسطس 2021)، هو لاعب كرة قدم مغربي مُلقب بـ”الشاوي”. لعب مع منتخب المغرب لكرة القدم في عقد السبعينيات من القرن العشرين. ويُعد أحد أفضل اللاعبين الذين حملوا قميص فريق نادي الكوكب المراكشي، والمنتخب المغربي خلال سبعينيات القرن الماضي خاصة خلال الأطوار النهائية لكأس الأمم الإفريقية سنة 1972 بالكاميرون والألعاب الأولمبية بميونيخ سنة 1972.
ولد أحمد بلقرشي سنة 1952 بدرب ضباشي بالمدينة العتيقة بمدينة مراكش، والتحق بفارس النخيل عندما كان عمره 13 سنة، قبل أن يحمل قميص المنتخب الوطني ضمن جيل بيتشو، خليفة، والزهراوي، وبوجمعة وكالا وغيرهم.

## وفاته
توفي يوم الأربعاء 4 أغسطس/غشت 2021م.